# Арабски корморан
Арабски корморан (Phalacrocorax nigrogularis) е вид птица от семейство Phalacrocoracidae. Видът е световно застрашен, със статут Уязвим.

## Разпространение
Видът е разпространен в Бахрейн, Еритрея, Иран, Йемен, Кувейт, Катар, Оман, Обединените арабски емирства, Саудитска Арабия и Сомалия.